# Zaraza (film)
Zaraza – polski film fabularny (dramat psychologiczny) z 1971 w reżyserii Romana Załuskiego. 

## Charakterystyka
Scenariusz powstał na podstawie reportażu Jerzego Ambroziewicza. Film nawiązuje do prawdziwych wydarzeń mających miejsce w 1963 we Wrocławiu, a mianowicie epidemii czarnej ospy w tym mieście. W filmie pojawia się postać dr. Rawicza, znana z debiutu filmowego Załuskiego Kardiogram.
Polska premiera odbyła się w podwójnym pokazie z animowanym Młynem Mirosława Kijowicza z 1971 roku.

## Obsada aktorska
- Tadeusz Borowski – doktor Adam Rawicz z Sanepidu
- Janusz Bukowski – doktor Bielski z pogotowia
- Stanisław Michalski – Wilkoń, dyrektor stacji sanitarno-epidemiologicznej
- Maciej Rayzacher – doktor Stanisław Olczak, kierownik izolatorium
- Iga Mayr – doktor Konopacka
- Jolanta Wanat – Ewa
- Bogusz Bilewski – Władek, kierowca sanitarki
- Eliasz Kuziemski – dyrektor szpitala zakaźnego
- Ferdynand Matysik – docent
- Igor Przegrodzki – kierownik wydziału zdrowia
- Jerzy Moes – dziennikarz w telewizji rozmawiający z Konopacką
- Anna Lutosławska

## Zdjęcia
- Wrocław, Szczodre.